# Триатлон на летних Олимпийских играх 2024
Соревнования по триатлону на летних Олимпийских играх 2024 года прошли 30, 31 июля и 5 августа 2024 года на временном спортивном объекте Мосту Александра III. Были разыграны 3 комплекта наград — индивидуальные у мужчин и женщин, а также среди смешанных команд.
Олимпийский триатлон представляет собой соревнования в трёх видах спорта: плавание на 1,5 км, велогонка на 40 км и забег на 10 км.
В смешанном командном турнире будут участвовать команды из четырех человек (двое мужчин и две женщины). Каждый спортсмен пройдёт: 300 м (980 футов) заплыв, 8 км (5,0 мили) велогонку, и 2 км (1,2 мили) забег в формате эстафеты.

## Медали

### Общий зачёт
*   Принимающая страна (Франция)
| Место          | Страна         | Золото | Серебро | Бронза | Всего |
| -------------- | -------------- | ------ | ------- | ------ | ----- |
| 1              | Великобритания | 1      | 0       | 2      | 3     |
| 2              | Франция        | 1      | 0       | 1      | 2     |
| 3              | Германия       | 1      | 0       | 0      | 1     |
| 4              | Новая Зеландия | 0      | 1       | 0      | 1     |
| 4              | США            | 0      | 1       | 0      | 1     |
| 4              | Швейцария      | 0      | 1       | 0      | 1     |
| Всего стран: 6 | Всего стран: 6 | 3      | 3       | 3      | 9     |

### Медалисты
| Дисциплина         | Золото                                                              | Серебро                                                         | Бронза                                                                        |
| Мужчины            | Алекс Йи Великобритания                                             | Хейден Уайлд Новая Зеландия                                     | Лео Бержер Франция                                                            |
| Женщины            | Кассандра Богран Франция                                            | Джули Деррон Швейцария                                          | Бет Поттер Великобритания                                                     |
| Смешанная эстафета | Германия · Тим Хелльвиг · Лиза Терч · Лассе Люрс · Лаура Линдеман · | США · Тейлор Спайви · Сет Райдер · Морган Пирсон · Тейлор Книбб | Великобритания · Алекс Йи · Джорджия Тейлор-Браун · Сэм Дикинсон · Бет Поттер |

## Расписание
| Дисциплина         | Дата      | Время         |
| ------------------ | --------- | ------------- |
| Женщины            | 31 Июля   | 08:00 (UTC+2) |
| Мужчины            | 31 Июля   | 10:45 (UTC+2) |
| Смешанная эстафета | 5 Августа | 08:00 (UTC+2) |